# مقليات
مُقليات (بالإنجليزية: Alcaligenaceae)‏ هي فصيلة من البكتيريا، سلبية الغرام، تتبع البيركهولدريات.

## أصنوفات
الأصنوفات الأدنى لهذا الكائن:
- كود سباركل
- تحديث القائمة

جنس:آزوهيدروموناس 
اسم علمي: Azohydromonas

جنس:آكلات الأصباغ 
اسم علمي: Pigmentiphaga

جنس:أدفينلا 
اسم علمي: Advenella

جنس:أوليغيلا 
اسم علمي: Oligella

جنس:بازيلية 
اسم علمي: Basilea

جنس:براكيلية 
اسم علمي: Brackiella

جنس:بورديتيلا 
اسم علمي: Bordetella

جنس:تايلوريات 
اسم علمي: Taylorella

جنس:جرثومات تأكسدية رباعية الكبريت 
اسم علمي: Tetrathiobacter

جنس:حمائميات 
اسم علمي: Pelistega

جنس:دقائق ضئيلة أحادية الخلية 
اسم علمي: Pusillimonas

جنس:ديركسية 
اسم علمي: Derxia

جنس:شبه القلويات 
اسم علمي: Paenalcaligenes

جنس:شبيهات وحيدات الخلية 
اسم علمي: Parapusillimonas

جنس:شبيهة القلويات 
اسم علمي: Paralcaligenes

جنس:كاستيلانيلية 
اسم علمي: Castellaniella

جنس:كرسترسيات 
اسم علمي: Kerstersia

جنس:مقلية 
اسم علمي: Alcaligenes

جنس:منتصلة 
اسم علمي: Achromobacter

جنس:وحيدات الخلية المبيضة 
اسم علمي: Candidimonas

جنس:Ampullimonas 
اسم علمي: Ampullimonas

جنس:Caenimicrobium 
اسم علمي: Caenimicrobium

جنس:Eoetvoesia 
اسم علمي: Eoetvoesia

جنس:Paracandidimonas 
اسم علمي: Paracandidimonas

جنس:Parvibium 
اسم علمي: Parvibium

جنس:Saccharedens 
اسم علمي: Saccharedens

جنس:Verticiella 
اسم علمي: Verticiella